# Côte d'Or Nationaal Sportcomplex
Het Côte d'Or Nationaal Sportcomplex is een multifunctioneel stadion in Saint-Pierre, een plaats in Mauritius. 

## Historie
Het stadion werd gebouwd vanaf 2018. De bedoeling was toen om het stadion de laten dienen als belangrijke stadion voor internationale toernooien in deze omgeving, de Indische Oceaan, en tevens om de bevolking enthousiast te maken voor sport. Het complex bestaat uit vier delen. Een sporthal, een hal voor watersporten, een voetbalstadion en een atletiekstadion.